# Cantonul Tourcoing-Nord
Cantonul Tourcoing-Nord este un canton din arondismentul Rijsel, departamentul Nord, regiunea Nord-Pas-de-Calais, Franța.

## Comune
- Busbeke
- Halewijn
- Linselles (Linsele of Linzele)
- Ronk
- Toerkonje (Tourcoing) (parțial, reședință)